# 內閣大堂
39°54′50″N 116°23′57″E / 39.913994°N 116.399118°E
内阁大堂，位于紫禁城太和门东庑外东南，是清朝大学士直舍。

## 简介
内阁大堂，又称“大学士堂”，是清朝大学士直舍。1990年代中国紫禁城学会成立后，将内阁大堂作为会址。
内阁大堂的主要建筑有：
- 内阁大堂：坐北朝南，面阔三间，覆黄琉璃瓦。大堂前安有屏门四扇连垂花门，有墙垣和东、西两厢相分隔。大堂的东西两侧各有耳房四间，均为灰瓦硬山顶，其中东为满票签房，西为稽查房。大堂后面是内阁大学士的斋宿之所，其东为满票签档子房、典籍厅。
  - 汉票签房：为内阁大堂的东厢房，坐东朝西，面阔三间，硬山顶，覆黄琉璃瓦。中1间是侍读拟写草签处，北1间是中书缮写真签处，南1间是收贮本章档案处。
  - 蒙古堂：为内阁大堂的西厢房，坐西朝东，面阔三间，硬山顶，覆黄琉璃瓦。
- 汉本堂：汉票签房以南、南向面朝紫禁城南城墙者，为汉本堂，面阔三间。
- 满本堂：蒙古堂以南，南向面朝紫禁城南城墙者，为满本堂，面阔三间。
- 祝版房：位于满本堂之西，是缮写大祀祝版之处。[1]